# Pete Panto
Pietro "Pete" Panto (13 de septiembre de 1910 – 14 de julio de 1939) fue un estibador ítalo-estadounidense y activista sindical que fue asesinado por la Mafia por intentar rebelarse contra el liderazgo del sindicato. Panto nació en Brooklyn y en una fecha desconocida dejó los Estados Unidos regresando el 3 de junio de 1924 en el S.S. President Wilson que zarpó de Nápoles. Dejó los Estados Unidos nuevamente regresando el 22 de marzo de 1934 en el S.S. Sinaia que zarpó de Palermo. Ambos buques registran su dirección en el 198 Sackett Street en Brooklyn.
Pietro "Pete" Panto fue el líder de una revuelta contra Joseph P. Ryan y sus colegas, muchos de ellos supuestos miembros de la Mafia, que administraban la International Longshoremen's Association (ILA). La corrupción campaba entre los líderes de la ILA y las condiciones de trabajo eran deplorables en los muelles neoyorquinos. Panto intentó exponer esta corrupción a través del Comité Brooklyn Rank-and-File, un grupo de trabajadores portuarios de izquierda. Él y el comité mantenían reuniones públicas a las que atraían a más de 1,500 trabajadores portuarios en su momento. Esto era una seria amenaza al poder de Ryan, Anastasio, y otros funcionarios corruptos. Panto fue alejado de su casa el 14 de julio de 1939 luego de recibir una llamada telefónica de un individuo desconocido y no volvió a ser visto. Su cuerpo fue encontrado en enero de 1941, en un foso de cal en Lyndhurst, Nueva Jersey. Albert Anastasia fue sospechoso de haber ordenado la ejecución pero Abe Reles, el principal testigo, murió en 1941 cuando supuestamente estaba intentando escapar de sus guardias. "Cayó o saltó" desde un cuarto donde era mantenido en custodia por oficiales de policía.
El asesinato de Panto fue supuestamente llevado a cabo por Mendy Weiss, Tony Romanello y James Feraco de Murder, Inc. Aunque Anastasia, Weiss, Romanello y Ferraco nunca fueron acusados, Weiss sería ejecutado en la silla eléctrica en 1944 por otro asesinato, mientras que Anastasia fue asesinado por mafiosos rivales en 1957. Romanello fue arrestado e interrogado en 1942. Pocos meses después de su liberación, su cadáver fue encontrado en los bancales del riachuelo Brandywine cerca de Wilmington, Delaware. James Ferraco desapareció sin dejar rastro y se piensa que fue asesinado entre 1940 y 1941. Ryan renunció en 1953, luego de la investigación del comisionado industrial de Nueva York Edward Corsi y del gobernador Thomas E. Dewey sobre cargos de corrupción.